# 麥可·布萊克

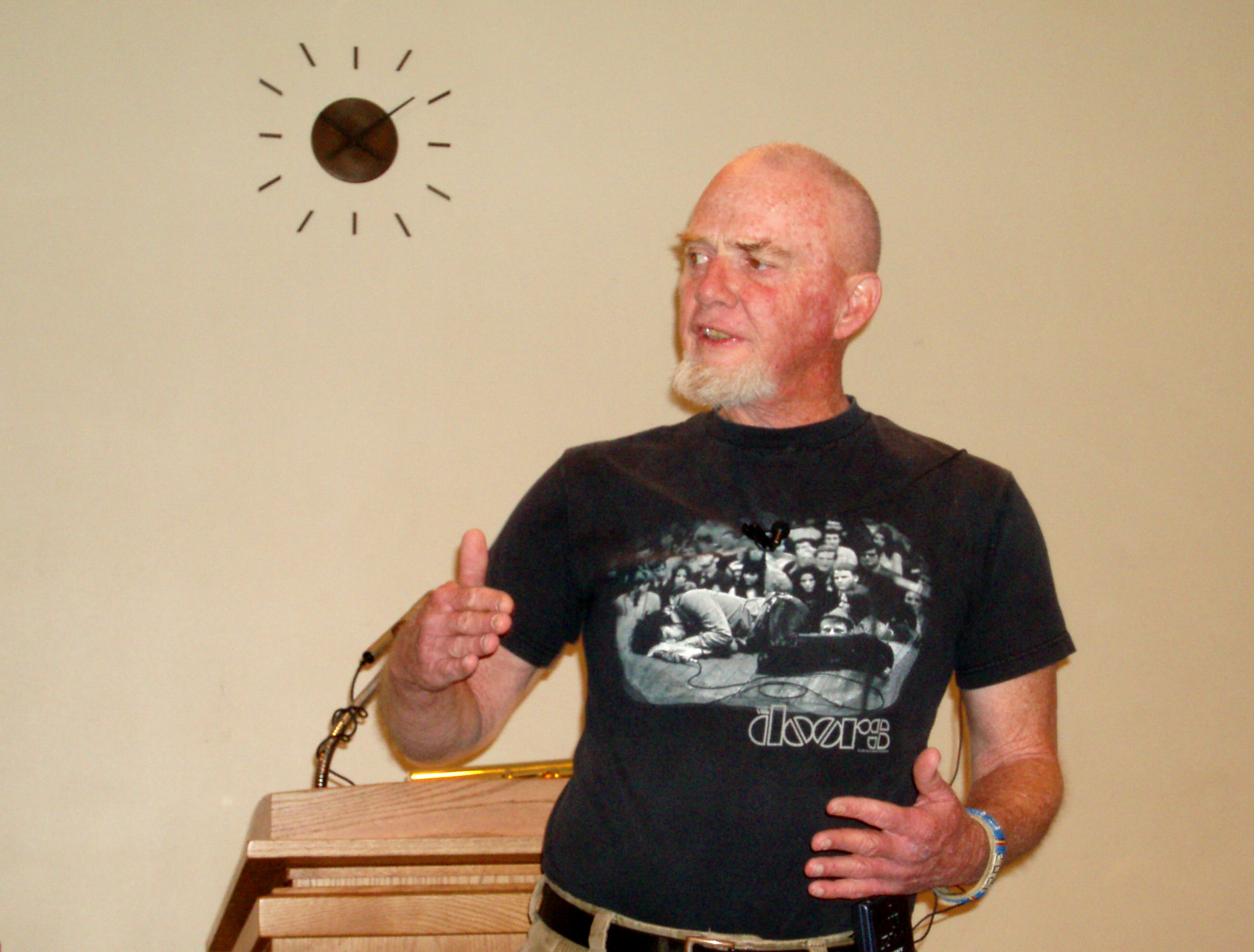
麥可·布萊克

麥可·布萊克（英語：Michael Blake，1945年7月5日—2015年5月2日），是一位美國作家，其最知名的作品是改編成電影的《與狼共舞》。一生從事寫作，後續作品亦改寫為電影劇本。布萊克出生於南卡蘿萊納州的市，童年時住在德州，之後就舉家搬到南加州定居。
他的寫作生涯是在軍中開始的，當時他駐防在美國空軍基地，一開始是寫報業文章，後來退伍之後到新墨西哥大學主修新聞學，隨後又到加州柏克萊的一間電影學校學習，也曾在東墨西哥大學上過課。在1970年代晚期，他搬到洛杉磯居住，在1980年代，他所寫得電影劇本中，有一本受到演員凱文·柯斯納青睞，並在1986年年初邀請麥可布萊克改寫成《與狼共舞》。不過當時這本劇本並未獲拍片機會，於是在1988年改成小說出版，引起了銷售熱潮，1989年電影推出後，陸續贏得相當多大獎，包括奧斯卡在內。之後他專事寫作及動物保護活動的參與，住在亞利桑那州南部的農場，已婚並育有三名孩子。
2015年5月2日，麥可‧布萊克於亞歷桑納州土桑市去世，享壽69歲。